# 사우스이스트잉글랜드
사우스이스트잉글랜드(영어: South East England)는 잉글랜드의 지역 중 하나이다. 이 지역에 소속된 주로는 버크셔주, 버킹엄셔주. 이스트서식스주, 햄프셔주, 아일오브와이트주, 켄트주, 옥스퍼드셔주, 서리주, 웨스트서식스주가 있다. 그레이터런던을 제외한 나머지 지역들과 동일하게 의회를 선출하지 않는다.
면적은 19,096 제곱킬로미터로 잉글랜드의 지역 중 세번째로 크며, 인구 수는 약 850만으로 가장 많은 지역이다. 런던의 근교이며, 일곱 개의 국도가 이 지역을 통과하기 때문에 잉글랜드의 경제 허브로 성장할 수 있었다. 영국에서 두 번째로 큰 공항인 런던 개트윅 공항이 위치하고 있으며, 영국 해협을 가로지르는 채널 터널로 유럽 본토와 연결되어 있다.

## 하위 행정구역
| 지도                | 전례주             | 비도시주 / 단일 자치주 | 구                                                                         |
| ------------------- | ------------------ | --- | -------------------------------------------------------------------------- |
|                     | 1. 버크셔주1       | 1. 버크셔주1 | 웨스트버크셔, 레딩, 오킹엄, 브랙널포리스트, 윈저 메이든헤드 왕립구, 슬라우 |
| 버킹엄셔주          | 2. 버킹엄셔        | 사우스벅스, 칠턴구, 위컴구, 에일즈베리베일 |                                                                            |
| 버킹엄셔주          | 3. 밀턴케인즈      | |                                                                            |
| 이스트서식스주      | 4. 이스트서식스    | 헤이스팅스, 로서, 윌든, 이스트본, 루이스구 |                                                                            |
| 이스트서식스주      | 5. 브라이턴 호브   | |                                                                            |
| 햄프셔주            | 6. 햄프셔          | 고스포트, 페어럼구, 시티오브윈체스터, 해번트구, 이스트햄프셔, 하트구, 러시무어, 베이싱스토크 딘, 테스트밸리, 이스틀리구, 뉴포리스트구           |                                                                            |
| 햄프셔주            | 7. 사우샘프턴      | |                                                                            |
| 햄프셔주            | 8. 포츠머스        | |                                                                            |
| 9. 아일오브와이트주 |                    | |                                                                            |
| 켄트주              | 10. 켄트           | 다트퍼드구, 그레이브셤, 세븐오크스구, 톤브리지 몰링, 턴브리지웰스구, 메이드스톤구, 스웨일, 애슈퍼드구, 셰프웨이, 시티오브캔터베리, 도버구, 새닛 |                                                                            |
| 켄트주              | 11. 메드웨이       | |                                                                            |
| 12. 옥스퍼드셔주    | 12. 옥스퍼드셔주   | 옥스퍼드, 처웰구, 사우스옥스퍼드셔, 베일오브화이트호스, 웨스트옥스퍼드셔                                                                        |                                                                            |
| 13. 서리주          | 13. 서리주         | 스펠손, 러니미드구, 서리히스, 워킹 구, 엘름브리지, 길드퍼드구, 웨이벌리구, 몰밸리, 엡솜 유얼, 라이게이트 밴스티드, 탠드리지구                   |                                                                            |
| 14. 웨스트서식스주  | 14. 웨스트서식스주 | 워딩, 애런구, 치체스터구, 호셤구, 크롤리, 미드서식스, 어더구                                                                                    |                                                                            |

1. 버크셔 주는 의회가 없고, 하위 행정구역이 전부 단일자치구이다.